# Ставрин Микола
Микола Ставрин (псевдо: «Зенко»; нар. 1921, м.Перемишль — пом. 9 вересня 1947, с.Товмачик, нині Коломийський район, Івано-Франківська область) — український військовик, лицар Бронзового хреста бойової заслуги УПА.

## Життєпис
Командир чоти сотні УПА ім. Колодзінського куреня «Карпатський» ТВ 21 «Гуцульщина» (1945-09.1947). Загинув у бою з військово-чекістською групою МДБ. Стрілець (?), старший вістун (?), булавний (15.12.1946) УПА; відзначений Бронзовим хрестом бойової заслуги (14.10.1946). 